# Musique africaine
La musique africaine connaît des définitions diverses selon les pays et les époques.

## Musique traditionnelle
La musique traditionnel africaine permet à l'individu de trouver sa place dans le groupe, tout en donnant à ce dernier une signature unique. La musique d'Afrique est aussi liée aux griots, les conteurs traditionnels qui véhiculent la mémoire de leur peuple par des transmissions orales. Parmi les études au sujet de la musique africaine se trouve Littérature et musique populaire [i.e. traditionnelle] en Afrique noire, d'Eno Belinga (Eno).
L'afropop est un terme parfois utilisé pour désigner la musique contemporaine de la pop africaine. Caractérisée par un mélange des danses et des sons entre la musique pop américaine et la musique africaine, l'afropop ne se réfère pas à un style ou à un son musical spécifique, mais ce mot est utilisé comme un terme général pour désigner la musique populaire africaine.

## Musique actuelle
La musique africaine actuelle est variée. Bien qu'il soit réducteur d'en dégager des tendances, il est possible d'affirmer que les styles world music, hip-hop, Afropop, jazz et reggae existent dans tous les pays d'Afrique. Les musiques locales sont modernisées et adaptées aux styles du jazz et de la pop.
Bien que le succès de plusieurs de ces musiques reste faible dans le reste du monde, quelques genres musicaux ont connu un réel succès mondial : Afrobeat, (Fela Kuti), la rumba, les Éthiopiques ou plus récemment le Coupé-décalé.
Cette musique africaine est marquée de nos jours par de nouveaux chanteurs tels que les P-Square, Davido, Timaya (en), etc. dont les musiques sont plus dansantes.

### Liste de styles ou genres
- A : agbadza, atrikpoe, afro pop, afro house, afro techno, afro zouk, assiko, afrobeat, azonto, ancestral soul
- B : batuque, biguine, bikutsi, bend-skin, bongo flava, Bina
- C : coupé-décalé
- D : dance hall
- F:  fatou yo
- G : gbangbanliki (préfecture de Vo), gazo (préfecture de Yoto), Gwéta
- H : highlife, Habiyè
- K : kizomba, kwasa kwasa, kimbo, kuduro, kwaito, kompa, Kamou
- L : laba laba, lekiné
- M : makassi, maloya, mapouka, massiko, mbalax, merengue, Makossa, morna, musique chrétienne, musique mandingue, mutuashi
- N : ndombolo
- R : rumba, rumba congolaise, rap, reggae, Rai
- S : salsa, samba, sega, seggae, semba, soca, soukous, swede swede
- T : tribal house
- W : wassoulou
- Z : zaïko, ziglibithy, zoblazo, zouglou, zouk

### Liste d'artistes par genre musical
1. Afropop : Abdoulaye Nderguet, H'Sao, SeBa, Pierre Akendengué, Tibesti, Herléo Muntu, Djeli Moussa Condé, mohombi, Wizkid, Diamond Platnumz, Davido, Fally Ipupa, Burna Boy, Innoss'B, Tiwa Savage, Coco Mupala, Angélique Kidjo, Yemi Alade, Simi, Werrason, Youssou N'Dour,  Mory Kante, Pamela Badjogo, Rayvanny, Zickry Casiodoro, Chidinma, Flavour N'abania, Olamide, Timaya, 2face Idibia, Michael Collins Ajereh, Toofan, Tekno Miles, Kizz Daniel, Jizzle, Sista Becky,  Wurld, Floby, Blaq Diamond, Master KG, Nomcebo Zikode, Mr Eazi.
2. afro house : Osunlade, Manoo, Atjazz, Boddhi Satva, Black Coffee, Djeff, Dj Satelite, Dj Spilulu
3. Afro-zouk : Monique Séka, Herléo Muntu
4. afrobeat : Fela Kuti, Tony Allen, Herléo Muntu, Dele Sosimi, Stanley Enow, Ernesto Djédjé
5. afro smooth jazz : Luc Sigui
6. assiko : Kristo Numpuby
7. batuque
8. biguine
9. bend-skin : André-Marie Tala, Kouchouam Mbada, Michael Kiessou
10. bikutsi : Les Têtes brûlées, Anne-Marie Nzié, K-Tino, Lady Ponce, Mani Bella
11. blues africain : Abdoulaye Nderguet, Joyce Tape
12. compas
13. Coupé-décalé : Douk Saga, DJ Lewis, DJ Arafat
14. highlife : C.K. Mann
15. kampala : Yang System
16. kizomba
17. kwassa kwassa : Pepe Kalle
18. laba laba
19. lekiné
20. makassi
21. maloya
22. mapouka
23. massiko
24. mbalax : Youssou N'Dour, Wally Seck, Jeeba
25. merengue
26. makossa : Petit-Pays
27. morna : Cesária Évora
28. musique chrétienne : Gospel Child
29. musique mandingue : Djeli Moussa Condé
30. n'dombolo : Koffi Olomidé, Papa Wemba, Fally Ipupa, Ferré Gola, JB Mpiana
31. raï : Khaled
32. rap : Nash, Herléo Muntu, Krotal, Sultan Oshimin, Koosh D'ozone, Sho Madjozi
33. reggae : Alpha Blondy, Tiken Jah Fakoly, Herléo Muntu, Zêdess, Lucky Dube, Sana Bob
34. rumba : Bonga, Grand Kalle, Franco, Tabu Ley
35. salsa : Africando
36. semba
37. soukous : Aurlus Mabélé, Mav Cacharel, Diblo Dibala
38. swede swede : Boketshu
39. wassoulou
40. wed bidé : Sana Bob
41. youssoumba : Les Youles, A nous les petits
42. zaïko : Nyoka Longo
43. ziglibithy
44. zoblazo
45. zouglou : Les Garagistes, Magic System, Petit Yodé et L'Enfant Siro, Espoir 2000...
46. pop arabe : Saad Lamjarred, Abdoulaye Nderguet
47. zouk : Kassav'

## Instruments de musique
- voir catégorie:Instrument de la musique africaine

En Afrique subsaharienne, il existe des instruments spécifiques, fabriqués généralement avec les matériaux locaux ; par exemple, le grand Mvett, fabriqué à partir d’un bambou de raphia, dont l’écorce, finement découpée en quatre lamelles constituait les quatre cordes, et de calebasses pour la sonorité. Le Tama ou la Mbria ci-dessous constituent d'autres instruments de musique africains.

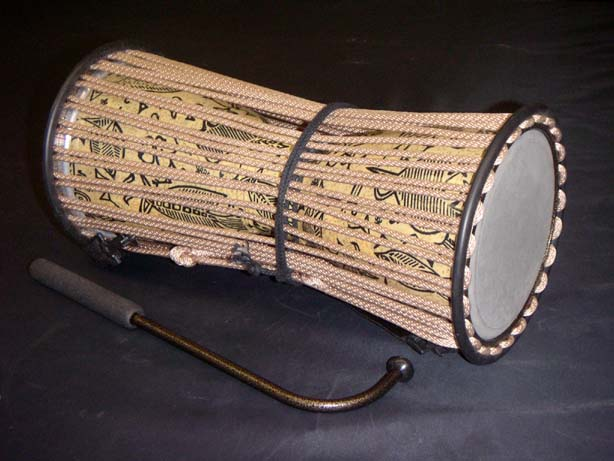
Tama.
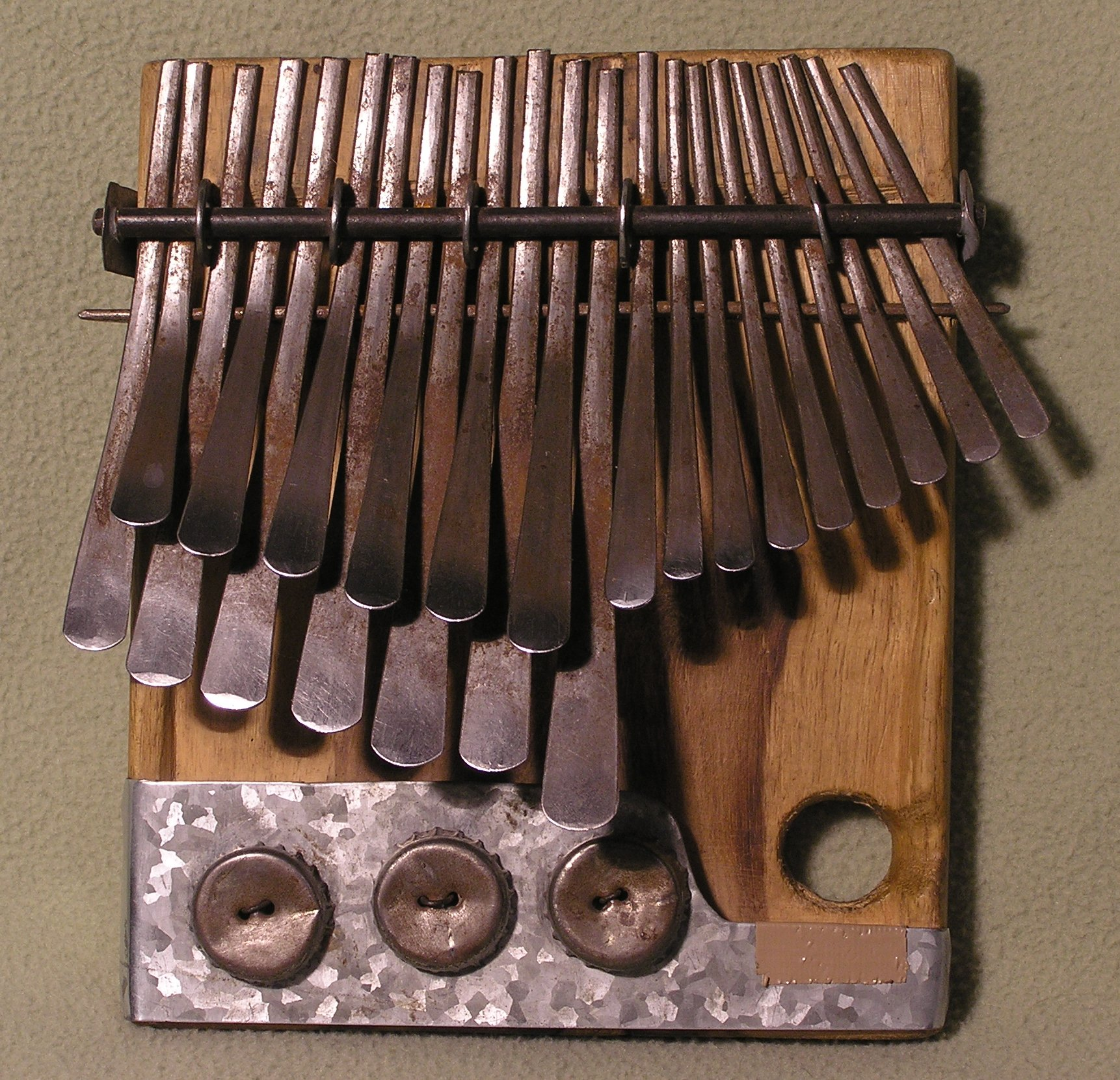
Mbira.

## Histoire
La musique africaine ne connaît pas de début défini, sûrement représenté par les chants en chœur et la tradition orale. Elle est notamment exécutée par des griots, de la Cour royale ou des places publiques de villes ou de villages. La découverte des métaux en Afrique permet de fabriquer des instruments de musique comme des sistres, des gons pour les ajouter aux tam-tam, tambourins et aux trompettes. Les instruments authentiques de musique africaine sont fabriqués avec les bois et les métaux. La musique africaine peut être militaire, notamment dans son utilisation de la trompette. Au vingtième siècle, la musique peut être enregistrée. Malgré l'influence musicale occidentale sur l'Afrique, quelques pays africains comme le Burkina Faso, le Mali et le Ghana sauvegardent leur musique traditionnelle. Pourtant, ces musiques traditionnelles demeurent méconnues même en Afrique. 
Le Congo (avec Papa wemba et Kofi olomindé) et la Côte d'Ivoire (avec Alpha Blondi et Ernesto Djédjé) adaptent leurs musiques traditionnelles, dont le rythme est conservé, à la modernité. Au Togo, la musique contemporaine mêle rythme local et blues ou salsa (citons par exemple Bella Bello et Afia Mala). Salif keita, Amadou et Mariam sont des Maliens connus vers la fin des années 1900.
La musique africaine comprend différents rythmes parmi lesquels le Hip-hop et le rap, d'origine africaine, qui fut à son apogée aux Etats-Unis, produit par des Noirs Américains. Vers la fin des années 1980, la musique hip-hop se répand en Afrique, dans tous ses pays. Au début des années 90, l'Afrique compte des artistes dans ce domaine. Au Sénégal, Positif Black Soul émerge avec son Hip-hop éducatif. Au Burkina Faso, smokey donne un caractère politique à son rap. Au Togo, on compte le rappeur immortal adze. En plus de la musique, hip-hop africain est aussi constitué de break dance et des graffitis. En plus des langues européennes (anglais et français), des langues africaines comme le fon, le gun ou le wolof sont employées. Le hip-hop tunisien a une visée politique. La musique africaine revêt une portée historique, didactique, divertissante ou religieuse.  Dans ce dernier domaine, le gospel Africain exprime la foi en  Jésus-Christ et la marche du salut, notamment au Congo et au Nigéria, et elle fait partie de l'évangélisation.